# Amoret

Położenie miasta

Amoret – miasto w Stanach Zjednoczonych, w zachodniej części stanu Missouri. Liczba mieszkańców w 2000 roku wynosiła 211.